# Stanisław Wolnowski
Stanisław Wolnowski (ur. 5 listopada 1893 w Konarzewie, zm. w kwietniu 1940 w Charkowie) – kapitan piechoty Wojska Polskiego, kawaler Orderu Virtuti Militari, ofiara zbrodni katyńskiej.

## Życiorys
Stanisław Wolnowski urodził się w Wielkopolsce we wsi Konarzewo w powiecie poznańskim, w rodzinie Urbana i Domiceli z Piotrkowskich.
W latach 1914–1916 służył w armii niemieckiej. W 1916 roku został uwięziony w niemieckim więzieniu, z którego zbiegł. Brał udział w powstaniu wielkopolskim. W 1919 roku wstąpił do 1 pułku Strzelców Wielkopolskich. Z jednostką brał udział w wojnie polsko-bolszewickiej, za swoje czyny został odznaczony Krzyżem Srebrnym Orderu Virtuti Militari.
Po zakończeniu działań wojennych pozostał w wojsku i w 1922 roku został zweryfikowany do stopnia porucznika piechoty ze starszeństwem z dniem 1 czerwca 1919 roku. Po wojnie służył w 11 pułku piechoty w Tarnowskich Górach.
31 marca 1924 roku awansowany na kapitana ze starszeństwem z dniem 1 lipca 1923 roku i 111. lokatą w korpusie oficerów piechoty.
W 1926 roku został przeniesiony do Korpusu Ochrony Pogranicza i przydzielony do 4 batalionu granicznego.
Do 1 sierpnia 1928 roku dowodził kompanią graniczną KOP „Białozórka”, a od 5 października 1928 roku kompanią graniczną „Rubieżewicze”. 14 marca 1930 roku został przeniesiony do batalionu KOP „Wołożyn”.
26 marca 1931 roku został zwolniony z zajmowanego stanowiska i pozostawiony bez przynależności służbowej z równoczesnym oddaniem do dyspozycji dowódcy Korpusu Ochrony Pogranicza. Z dniem 30 kwietnia 1932 roku został przeniesiony w stan spoczynku. W 1934 roku pozostawał w ewidencji Powiatowej Komendy Uzupełnień Kościan. Posiadał przydział do Oficerskiej Kadry Okręgowej nr VII.
W czasie kampanii wrześniowej 1939 roku – po agresji ZSRR na Polskę – w nieznanych okolicznościach dostał się do niewoli sowieckiej. Przebywał w obozie w Starobielsku. Wiosną 1940 roku został zamordowany przez funkcjonariuszy NKWD w Charkowie i pogrzebany potajemnie w bezimiennej mogile zbiorowej w Piatichatkach, gdzie od 17 czerwca 2000 roku mieści się oficjalnie Cmentarz Ofiar Totalitaryzmu w Charkowie.
5 października 2007 roku minister obrony narodowej Aleksander Szczygło mianował go pośmiertnie na stopień majora. Awans został ogłoszony 9 listopada 2007 roku w Warszawie, w trakcie uroczystości „Katyń Pamiętamy – Uczcijmy Pamięć Bohaterów”.

## Ordery i odznaczenia
- Krzyż Srebrny Orderu Wojskowego Virtuti Militari (1922)[16]
- Krzyż Walecznych – czterokrotnie (po raz 2, 3 i 4 w 1921)[17]
- Złoty Krzyż Zasługi[18]
- Medal Pamiątkowy za Wojnę 1918–1921
- Medal Dziesięciolecia Odzyskanej Niepodległości